# Mari (mythologie basque)
Pour les articles homonymes, voir Mari et Maya.

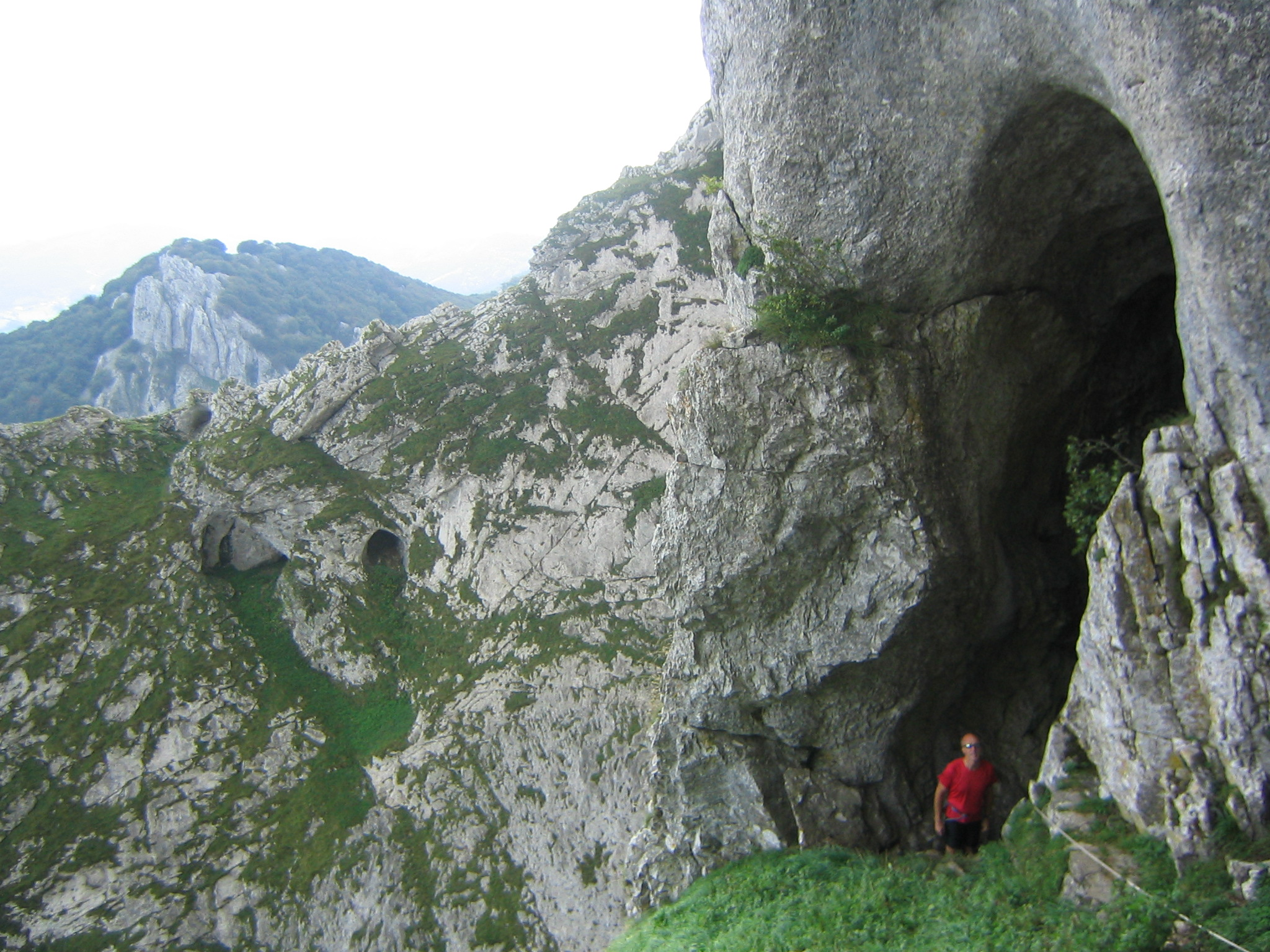
Grotte de Mari.

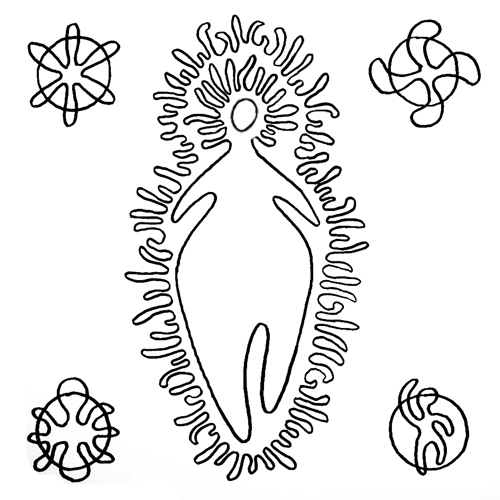
illustration de la déesse Mari par Josu Goñi.

Mari, aussi appelée Anbotoko Mari, Anbotoko Dama (« dame d'Anboto ») ou Murumendiko Dama (« dame de Murumendi ») est une déesse mère de la mythologie basque, divinité polymorphe représentant la nature et se présentant généralement sous l'apparence d'une femme vêtue avec élégance.
Il s'agit de la seule des déesse-mères européennes qui soit arrivée jusqu'à nous.
Elle est connue sous plusieurs autres appellations comme Maya, Lezekoandrea et Loana-gorri.
Selon les récits mythologiques basques, Mari est l'épouse du dieu Sugaar. Elle vit sous terre, généralement dans une caverne située dans les hautes montagnes. Chaque vendredi soir, lors de l'Akelarre (le rassemblement des sorcières), elle retrouve Sugaar pour engendrer les orages, symboles de fertilité, qui nourriront la terre et les habitants. Ces orages peuvent également, parfois, provoquer le déshonneur. Mari est entourée d'une cour de sorcières (les sorginak) et se nourrit de ce que l'on pourrait appeler « la négation et l'affirmation », une référence à l'idée de se nourrir de fausseté ou d'illusions.

## Étymologie
L'origine du nom Mari est sujette à controverses. Pour certains[Qui ?], il s'agit simplement d'une transposition du nom la Vierge Marie. D'autres[Qui ?] pensent que ce nom vient soit de emari (« cadeau ») soit de amari (ama (mère) au cas datif = « à la mère »), après la chute de la voyelle initiale.
Il est difficile de croire[réf. nécessaire] qu'une déité si importante, seule divinité basque réellement connue avant la chrétienté (avec son époux), ait un nom dérivé d'une figure chrétienne.
Mais il est évident que la proximité entre Mari (basque) et Maria (latin) a facilité une fusion entre le culte païen de la déesse Mari et le culte chrétien (seul autorisé au Moyen Âge) de la Vierge Marie. De nos jours, à chaque fin de messe au Pays basque, le dernier chant liturgique est donné en l'honneur de la Vierge Marie.

## Mari dans la mythologie basque

### Singularités
Mari n'est pas une déesse au sens indo-européen du terme, comme la plupart des êtres mythiques basques, elle vit sur la terre, sous terre et entretient des relations avec les êtres humains qui sont différents des rapports entre les humains et les autres mythologies. Les humains peuvent imposer leurs volontés à Mari, sa présence par exemple.
Mari est la seule avec Herensuge à vivre à la fois dans le monde souterrain et le firmament. C'est la seule entité dans la mythologie basque à porter un nom propre « Mari », les autres personnages étant nommés par un nom générique : Jentilak, Laminak, Mamuak. Il se peut que sont véritable nom ait été « Anderea » ou « Dama ».

### Une déesse mère
Mari est la déesse mère de la mythologie basque et une divinité féminine, qui représente la « nature ». Le mythe apparait pour la première fois au XVe siècle dans un ouvrage de Lope de Salazar. Parmi les primitives Déesse-Mères européennes, Mari est la seule qui soit arrivée jusqu'à nous. Christianisés très tardivement, vers le XVIe siècle, les Basques adoraient les forces naturelles comme le soleil, la lune, l'air, l'eau, les montagnes, les forêts, ceux-ci prenant des formes humaines. Certaines croyances actuelles pourraient remonter au Paléolithique.
Elle serait le personnage mythique le plus significatif des traditions basques, étant la Dame de tous les génies telluriques. Cette déesse est par conséquent neutre, symbolisant l'équilibre des adversaires propre de la mère terre ou Amalur.
La plupart des êtres mythiques au Pays basque sont de types « chthoniens » ou « telluriques » parce qu'elles se réfèrent à la terre, au monde souterrain ou aux enfers, par opposition aux divinités célestes. Pour Jacques Blot : « L’imaginaire et les structures psychiques sont les mêmes chez tous les humains quels qu’ils soient. La terre est identifiée à la féminité dans toutes les cultures du monde. Et le ventre de la terre, dans les Pyrénées, les populations pré-indo-européennes vasconnes n’avaient même pas à l’inventer : nous sommes ici dans le royaume du calcaire et les cavités, grottes et gouffres, sont là par milliers. Il n’y avait qu’à les peupler. »

## Mari dans la culture commune
- Elle est citée dans la série Filles du feu (dont l'action se déroute en 1609 dans le Labourd), par une paysanne accusée de sorcellerie, qui affirme qu'elle a créé le monde.
- Elle apparaît, interprétée par Itziar Ituño, dans le film fantastique basque Irati en 2022.

### Arbre généalogique des divinités la mythologie basque
| Princesse de Mundaka | Princesse de Mundaka | Princesse de Mundaka | Princesse de Mundaka | Princesse de Mundaka              | Princesse de Mundaka              |                                   |                                   |                                   |                                   | Sugaar (Feu, serpent) | Sugaar (Feu, serpent) | Sugaar (Feu, serpent)               | Sugaar (Feu, serpent)     | Sugaar (Feu, serpent)     | Sugaar (Feu, serpent)     |                           |                           |  |  |                      |                      | Mari (Déesse)        | Mari (Déesse)        | Mari (Déesse)        | Mari (Déesse)        | Mari (Déesse) | Mari (Déesse) |                                 |                                 |                                 |                                 |                                       |                                       |                                       |                                       | Amalur (La Terre Mère)                | Amalur (La Terre Mère)                | Amalur (La Terre Mère)       | Amalur (La Terre Mère)       | Amalur (La Terre Mère)              | Amalur (La Terre Mère)              |                                     |                                     |                                     |                                     |  |  |
| Princesse de Mundaka | Princesse de Mundaka | Princesse de Mundaka | Princesse de Mundaka | Princesse de Mundaka              | Princesse de Mundaka              |                                   |                                   |                                   |                                   | Sugaar (Feu, serpent) | Sugaar (Feu, serpent) | Sugaar (Feu, serpent)               | Sugaar (Feu, serpent)     | Sugaar (Feu, serpent)     | Sugaar (Feu, serpent)     |                           |                           |  |  |                      |                      | Mari (Déesse)        | Mari (Déesse)        | Mari (Déesse)        | Mari (Déesse)        | Mari (Déesse) | Mari (Déesse) |                                 |                                 |                                 |                                 |                                       |                                       |                                       |                                       | Amalur (La Terre Mère)                | Amalur (La Terre Mère)                | Amalur (La Terre Mère)       | Amalur (La Terre Mère)       | Amalur (La Terre Mère)              | Amalur (La Terre Mère)              |                                     |                                     |                                     |                                     |  |  |
|                      |                      |                      |                      |                                   |                                   |                                   |                                   |                                   |                                   |                       |                       |                                     |                           |                           |                           |                           |                           |  |  |                      |                      |                      |                      |                      |                      |               |               |                                 |                                 |                                 |                                 |                                       |                                       |                                       |                                       |                                       |                                       |                              |                              |                                     |                                     |                                     |                                     |                                     |                                     |  |  |
|                      |                      |                      |                      |                                   |                                   |                                   |                                   |                                   |                                   |                       |                       |                                     |                           |                           |                           |                           |                           |  |  |                      |                      |                      |                      |                      |                      |               |               |                                 |                                 |                                 |                                 |                                       |                                       |                                       |                                       |                                       |                                       |                              |                              |                                     |                                     |                                     |                                     |                                     |                                     |  |  |
|                      |                      |                      |                      | Jaun Zuria (Seigneur des Basques) | Jaun Zuria (Seigneur des Basques) | Jaun Zuria (Seigneur des Basques) | Jaun Zuria (Seigneur des Basques) | Jaun Zuria (Seigneur des Basques) | Jaun Zuria (Seigneur des Basques) |                       |                       | Mikelats (Mauvais esprit)           | Mikelats (Mauvais esprit) | Mikelats (Mauvais esprit) | Mikelats (Mauvais esprit) | Mikelats (Mauvais esprit) | Mikelats (Mauvais esprit) |  |  | Atarabi (Bon esprit) | Atarabi (Bon esprit) | Atarabi (Bon esprit) | Atarabi (Bon esprit) | Atarabi (Bon esprit) | Atarabi (Bon esprit) |               |               |                                 |                                 |                                 |                                 | Eguzki Amandre (La grand-mère soleil) | Eguzki Amandre (La grand-mère soleil) | Eguzki Amandre (La grand-mère soleil) | Eguzki Amandre (La grand-mère soleil) | Eguzki Amandre (La grand-mère soleil) | Eguzki Amandre (La grand-mère soleil) |                              |                              | Ilargi Amandre (La grand-mère lune) | Ilargi Amandre (La grand-mère lune) | Ilargi Amandre (La grand-mère lune) | Ilargi Amandre (La grand-mère lune) | Ilargi Amandre (La grand-mère lune) | Ilargi Amandre (La grand-mère lune) |  |  |
|                      |                      |                      |                      | Jaun Zuria (Seigneur des Basques) | Jaun Zuria (Seigneur des Basques) | Jaun Zuria (Seigneur des Basques) | Jaun Zuria (Seigneur des Basques) | Jaun Zuria (Seigneur des Basques) | Jaun Zuria (Seigneur des Basques) |                       |                       | Mikelats (Mauvais esprit)           | Mikelats (Mauvais esprit) | Mikelats (Mauvais esprit) | Mikelats (Mauvais esprit) | Mikelats (Mauvais esprit) | Mikelats (Mauvais esprit) |  |  | Atarabi (Bon esprit) | Atarabi (Bon esprit) | Atarabi (Bon esprit) | Atarabi (Bon esprit) | Atarabi (Bon esprit) | Atarabi (Bon esprit) |               |               |                                 |                                 |                                 |                                 | Eguzki Amandre (La grand-mère soleil) | Eguzki Amandre (La grand-mère soleil) | Eguzki Amandre (La grand-mère soleil) | Eguzki Amandre (La grand-mère soleil) | Eguzki Amandre (La grand-mère soleil) | Eguzki Amandre (La grand-mère soleil) |                              |                              | Ilargi Amandre (La grand-mère lune) | Ilargi Amandre (La grand-mère lune) | Ilargi Amandre (La grand-mère lune) | Ilargi Amandre (La grand-mère lune) | Ilargi Amandre (La grand-mère lune) | Ilargi Amandre (La grand-mère lune) |  |  |
|                      |                      |                      |                      |                                   |                                   |                                   |                                   |                                   |                                   |                       |                       |                                     |                           |                           |                           |                           |                           |  |  |                      |                      |                      |                      |                      |                      |               |               |                                 |                                 |                                 |                                 |                                       |                                       |                                       |                                       |                                       |                                       |                              |                              |                                     |                                     |                                     |                                     |                                     |                                     |  |  |
|                      |                      |                      |                      |                                   |                                   |                                   |                                   |                                   |                                   |                       |                       |                                     |                           |                           |                           |                           |                           |  |  |                      |                      |                      |                      |                      |                      |               |               |                                 |                                 |                                 |                                 |                                       |                                       |                                       |                                       |                                       |                                       |                              |                              |                                     |                                     |                                     |                                     |                                     |                                     |  |  |
|                      |                      |                      |                      |                                   |                                   |                                   |                                   |                                   |                                   |                       |                       | Amilamia (Bienfaisante)             | Amilamia (Bienfaisante)   | Amilamia (Bienfaisante)   | Amilamia (Bienfaisante)   | Amilamia (Bienfaisante)   | Amilamia (Bienfaisante)   |  |  | Urtzi (Dieu du ciel) | Urtzi (Dieu du ciel) | Urtzi (Dieu du ciel) | Urtzi (Dieu du ciel) | Urtzi (Dieu du ciel) | Urtzi (Dieu du ciel) |               |               | Basajaun (Seigneur de la forêt) | Basajaun (Seigneur de la forêt) | Basajaun (Seigneur de la forêt) | Basajaun (Seigneur de la forêt) | Basajaun (Seigneur de la forêt)       | Basajaun (Seigneur de la forêt)       |                                       |                                       | Basandere (Dame de la forêt)          | Basandere (Dame de la forêt)          | Basandere (Dame de la forêt) | Basandere (Dame de la forêt) | Basandere (Dame de la forêt)        | Basandere (Dame de la forêt)        |                                     |                                     |                                     |                                     |  |  |
|                      |                      |                      |                      |                                   |                                   |                                   |                                   |                                   |                                   |                       |                       | Amilamia (Bienfaisante)             | Amilamia (Bienfaisante)   | Amilamia (Bienfaisante)   | Amilamia (Bienfaisante)   | Amilamia (Bienfaisante)   | Amilamia (Bienfaisante)   |  |  | Urtzi (Dieu du ciel) | Urtzi (Dieu du ciel) | Urtzi (Dieu du ciel) | Urtzi (Dieu du ciel) | Urtzi (Dieu du ciel) | Urtzi (Dieu du ciel) |               |               | Basajaun (Seigneur de la forêt) | Basajaun (Seigneur de la forêt) | Basajaun (Seigneur de la forêt) | Basajaun (Seigneur de la forêt) | Basajaun (Seigneur de la forêt)       | Basajaun (Seigneur de la forêt)       |                                       |                                       | Basandere (Dame de la forêt)          | Basandere (Dame de la forêt)          | Basandere (Dame de la forêt) | Basandere (Dame de la forêt) | Basandere (Dame de la forêt)        | Basandere (Dame de la forêt)        |                                     |                                     |                                     |                                     |  |  |
|                      |                      |                      |                      |                                   |                                   |                                   |                                   |                                   |                                   |                       |                       |                                     |                           |                           |                           |                           |                           |  |  |                      |                      |                      |                      |                      |                      |               |               |                                 |                                 |                                 |                                 |                                       |                                       |                                       |                                       |                                       |                                       |                              |                              |                                     |                                     |                                     |                                     |                                     |                                     |  |  |
|                      |                      |                      |                      |                                   |                                   |                                   |                                   |                                   |                                   |                       |                       | Laminak (Petits êtres fantastiques) |                           |                           |                           |                           |                           |  |  |                      |                      |                      |                      |                      |                      |               |               |                                 |                                 |                                 |                                 |                                       |                                       |                                       |                                       |                                       |                                       |                              |                              |                                     |                                     |                                     |                                     |                                     |                                     |  |  |